# Rivière de Cayenne
Rivière de Cayenne är ett vattendrag i Franska Guyana (Frankrike). Det ligger i den nordöstra delen av landet, 3 km sydväst om huvudstaden Cayenne.